# HD 156854
HD 156854，又名CP-56 8191，SAO 244685、HR 6442，是一颗恒星，视星等为5.8，位于銀經334.34，銀緯-11.29，其B1900.0坐标为赤經17h 14m 41s，赤緯-56° -11.29′ 34″。